# Liste des plus grandes salles souterraines naturelles
La liste des plus grandes salles souterraines naturelles dans le monde, recense les vides souterrains qui possèdent un volume mesuré ou estimé dépassant les 2 millions de mètres cubes (noté 2 Mm3) et/ou une superficie projetée dépassant les 25 000 mètres carrés.
Les espaces souterrains les plus vastes en volume ne sont pas toujours les plus étendus en superficie car la dimension verticale (profondeur ou hauteur) peut jouer un rôle important dans le résultat final.
Par ailleurs, les salles, puits ou dolines d'entrée, qui sont à ciel ouvert, ne sont pas totalement « souterrains », même s'ils font partie du phénomène karstique global qui a créé le volume libre. Afin de ne pas allonger de façon démesurée la liste des grands volumes souterrains, ces phénomènes qui présentent une forme très ouverte vers l'extérieur sont donc répertoriés dans une liste des méga-dolines, faisant l'objet d'un article connexe.
Les grandes salles souterraines sont classées, dans cet article, selon deux critères :
1. Une liste classée par superficie ;
2. Une liste classée par volume ;

Une première série de tableaux (tableaux 0, 1 et 1-bis) indique la répartition de ces grandes salles dans le monde.
Ces listes ont été modifiées en octobre 2018, sans que leur exhaustivité soit garantie.

## Répartition des plus grandes salles souterraines naturelles dans le monde
À mi 2016, 37 grandes salles de plus de 25 000 mètres carrés de surface projetée sont répertoriées dans le monde.
Légende et aide à la lecture des tableaux 1 et 1bis ci-dessous
- Les chiffres romains (« I » à « VIII ») en début des titres de colonnes 2 à 8 et 10, indiquent les classes (c'est-à-dire les intervalles) de valeurs décomptés dans chaque colonne de données.
- Les surfaces des salles sont indiquées en « mètres carrés » (noté par simplification : m2).
- Le signe « + » accolé au symbole de l'unité, signifie que la classe commence au-dessus de la valeur indiquée ; valeur qui n'est donc pas comprise dans l'intervalle.
- Le signe « - » accolé au symbole de l'unité, signifie que la classe se termine au-dessous de la valeur indiquée ; valeur qui n'est donc pas comprise dans l'intervalle.
- Le signe « = » ou l'absence de signe accolé à l'unité, signifie que la valeur indiquée est comprise dans l'intervalle de la classe.
- Les nombres entre crochets, à la fin des titres des colonnes 2 à 8 et 10 rappellent le nombre de cavités recensées dans chaque classe, c'est-à-dire indiquées dans chaque colonne.
- Les pays sont indiqués dans la première colonne par leur code ISO 3166-1. Les codes en minuscules permettent de repérer les pays pour lesquels toutes les classes sont à zéro.
- Les noms complets des pays, avec leur drapeau et un lien vers leur monographie, sont indiqués en colonne 11, sur fond coloré indiquant leur continent ou subcontinent d'appartenance[N 1].

| |                                         |                                           |                                           |                                                    |                                                   |
| \| Tableau 0 : Répartition par continents ou subcontinents --- 27 pays cités dont 18 pays possédant 37 très grandes salles de plus de 25 000 m2 répertoriées --- \| \| \| \| \| \| \| Afrique -- 1 pays -- - 0 grande(s) salle(s) - \| Asie -- 8 pays -- - 20 grandes salles - \| Océanie -- 1 pays -- - 2 grandes salles - \| Europe -- 10 pays -- - 8 grandes salles - \| Amérique du Nord -- 4 pays -- - 5 grandes salles - \| Amérique du Sud -- 3 pays -- - 2 grandes salles - \| |                                         |                                           |                                           |                                                    |                                                   |
| Tableau 0 : Répartition par continents ou subcontinents --- 27 pays cités dont 18 pays possédant 37 très grandes salles de plus de 25 000 m2 répertoriées --- |                                         |                                           |                                           |                                                    |                                                   |
| Afrique -- 1 pays -- - 0 grande(s) salle(s) - | Asie -- 8 pays -- - 20 grandes salles - | Océanie -- 1 pays -- - 2 grandes salles - | Europe -- 10 pays -- - 8 grandes salles - | Amérique du Nord -- 4 pays -- - 5 grandes salles - | Amérique du Sud -- 3 pays -- - 2 grandes salles - |

| ISO | I.....: Supér. à 150 000 m2 [2] | II....: 100 000 m2+ à 150 000 m2 [0] | III...: 75 000 m2+ à 100 000 m2 [3] | IV....: 50 000 m2+ à 75 000 m2 [9] | V.....: 40 000 m2+ à 50 000 m2 [10] | VI....: 30 000 m2+ à 40 000 m2 [12] | VII...: 25 000 m2 à 30 000 m2- [1] | Totaux ≥ 25 000 m2 | VIII..: 10 000 m2 à 25 000 m2- | Classe de surface / Pays (Total classe) | Totaux ≥ 10 000 m2 | Tri |
| --- | ------------------------------- | ------------------------------------ | ----------------------------------- | ---------------------------------- | ----------------------------------- | ----------------------------------- | ---------------------------------- | ------------------ | ------------------------------ | --------------------------------------- | ------------------ | --- |
| at  | 0                               | 0                                    | 0                                   | 0                                  | 0                                   | 0                                   | 0                                  | 0                  | à venir                        | Autriche                                | à venir            | P01 |
| bs  | 0                               | 0                                    | 0                                   | 0                                  | 0                                   | 0                                   | 0                                  | 0                  | à venir                        | Bahamas                                 | à venir            | P02 |
| BZ  | 0                               | 0                                    | 0                                   | 0                                  | 1                                   | 1                                   | 0                                  | 2                  | à venir                        | Belize                                  | à venir            | P03 |
| br  | 0                               | 0                                    | 0                                   | 0                                  | 0                                   | 0                                   | 0                                  | 0                  | à venir                        | Brésil                                  | à venir            | P04 |
| CN  | 1                               | 0                                    | 1                                   | 3                                  | 3                                   | 1                                   | 1                                  | 10                 | à venir                        | Chine                                   | à venir            | P05 |
| hr  | 0                               | 0                                    | 0                                   | 0                                  | 0                                   | 0                                   | 0                                  | 0                  | à venir                        | Croatie                                 | à venir            | P06 |
| ES  | 0                               | 0                                    | 1                                   | 0                                  | 0                                   | 0                                   | 0                                  | 1                  | à venir                        | Espagne                                 | à venir            | P07 |
| US  | 0                               | 0                                    | 0                                   | 0                                  | 0                                   | 1                                   | 0                                  | 1                  | à venir                        | États-Unis                              | à venir            | P08 |
| FR  | 0                               | 0                                    | 0                                   | 0                                  | 2                                   | 0                                   | 0                                  | 2                  | à venir                        | France                                  | à venir            | P09 |
| ge  | 0                               | 0                                    | 0                                   | 0                                  | 0                                   | 0                                   | 0                                  | 0                  | à venir                        | Géorgie                                 | à venir            | P10 |
| gr  | 0                               | 0                                    | 0                                   | 0                                  | 0                                   | 0                                   | 0                                  | 0                  | à venir                        | Grèce                                   | à venir            | P11 |
| ID  | 0                               | 0                                    | 0                                   | 0                                  | 0                                   | 1                                   | 0                                  | 1                  | à venir                        | Indonésie                               | à venir            | P12 |
| IR  | 0                               | 0                                    | 1                                   | 0                                  | 0                                   | 0                                   | 0                                  | 1                  | à venir                        | Iran                                    | à venir            | P13 |
| IT  | 0                               | 0                                    | 0                                   | 0                                  | 0                                   | 1                                   | 0                                  | 1                  | à venir                        | Italie                                  | à venir            | P14 |
| LA  | 0                               | 0                                    | 0                                   | 1                                  | 0                                   | 0                                   | 0                                  | 1                  | à venir                        | Laos                                    | à venir            | P15 |
| mg  | 0                               | 0                                    | 0                                   | 0                                  | 0                                   | 0                                   | 0                                  | 0                  | à venir                        | Madagascar                              | à venir            | P16 |
| MY  | 1                               | 0                                    | 0                                   | 1                                  | 0                                   | 1                                   | 0                                  | 3                  | à venir                        | Malaisie                                | à venir            | P17 |
| MX  | 0                               | 0                                    | 0                                   | 1                                  | 2                                   | 1                                   | 0                                  | 4                  | à venir                        | Mexique                                 | à venir            | P18 |
| OM  | 0                               | 0                                    | 0                                   | 1                                  | 0                                   | 0                                   | 0                                  | 1                  | à venir                        | Oman                                    | à venir            | P19 |
| PG  | 0                               | 0                                    | 0                                   | 1                                  | 1                                   | 0                                   | 0                                  | 2                  | à venir                        | Papouasie-Nouvelle-Guinée               | à venir            | P20 |
| PH  | 0                               | 0                                    | 0                                   | 0                                  | 1                                   | 0                                   | 0                                  | 1                  | à venir                        | Philippines                             | à venir            | P21 |
| pr  | 0                               | 0                                    | 0                                   | 0                                  | 0                                   | 0                                   | 0                                  | 0                  | à venir                        | Porto Rico                              | à venir            | P22 |
| RO  | 0                               | 0                                    | 0                                   | 1                                  | 0                                   | 1                                   | 0                                  | 2                  | à venir                        | Roumanie                                | à venir            | P23 |
| SI  | 0                               | 0                                    | 0                                   | 0                                  | 0                                   | 1                                   | 0                                  | 1                  | à venir                        | Slovénie                                | à venir            | P24 |
| TH  | 0                               | 0                                    | 0                                   | 0                                  | 0                                   | 2                                   | 0                                  | 2                  | à venir                        | Thaïlande                               | à venir            | P25 |
| TR  | 0                               | 0                                    | 0                                   | 0                                  | 0                                   | 1                                   | 0                                  | 1                  | à venir                        | Turquie                                 | à venir            | P26 |
| ve  | 0                               | 0                                    | 0                                   | 0                                  | 0                                   | 0                                   | 0                                  | 0                  | à venir                        | Venezuela                               | à venir            | P27 |

| Ref | I....: Supér. à 150 000 m2 | II...: 100 000 m2+ à 150 000 m2 | III..: 75 000 m2+ à 100 000 m2                                                                     | IV...: 50 000 m2+ à 75 000 m2                                                                      | V....: 40 000 m2+ à 50 000 m2                                                                      | VI...: 30 000 m2+ à 40 000 m2                                                                      | VII..: 25 000 m2 à 30 000 m2-                                                                      | Totaux ≥ 25 000 m2                                                                                 | VIII..: 10 000 m2 à 25 000 m2-                                                                     | Classes surface / Totaux                                                                           | Totaux ≥ 10 000 m2                                                                                 | Ref                                                                                                | |
| T01 | 2                          | 0                               | 3                                                                                                  | 9                                                                                                  | 10                                                                                                 | 12                                                                                                 | 1                                                                                                  | 37                                                                                                 | à venir                                                                                            | Totaux classe                                                                                      | à venir                                                                                            | T01                                                                                                | |
| T02 | 2                          | 2                               | 5                                                                                                  | 14                                                                                                 | 24                                                                                                 | 36                                                                                                 | 37                                                                                                 | -                                                                                                  | à venir                                                                                            | Totaux cumulés                                                                                     | -                                                                                                  | T02                                                                                                | |
| --- | -------------------------- | ------------------------------- | -------------------------------------------------------------------------------------------------- | -------------------------------------------------------------------------------------------------- | -------------------------------------------------------------------------------------------------- | -------------------------------------------------------------------------------------------------- | -------------------------------------------------------------------------------------------------- | -------------------------------------------------------------------------------------------------- | -------------------------------------------------------------------------------------------------- | -------------------------------------------------------------------------------------------------- | -------------------------------------------------------------------------------------------------- | -------------------------------------------------------------------------------------------------- | -------------------------------------------------------------------------------------------------- |
| Réf | Remarque                   | Remarque                        | La classe VIII décompte également les grandes salles dont la superficie est en cours d'estimation. | La classe VIII décompte également les grandes salles dont la superficie est en cours d'estimation. | La classe VIII décompte également les grandes salles dont la superficie est en cours d'estimation. | La classe VIII décompte également les grandes salles dont la superficie est en cours d'estimation. | La classe VIII décompte également les grandes salles dont la superficie est en cours d'estimation. | La classe VIII décompte également les grandes salles dont la superficie est en cours d'estimation. | La classe VIII décompte également les grandes salles dont la superficie est en cours d'estimation. | La classe VIII décompte également les grandes salles dont la superficie est en cours d'estimation. | La classe VIII décompte également les grandes salles dont la superficie est en cours d'estimation. | La classe VIII décompte également les grandes salles dont la superficie est en cours d'estimation. | La classe VIII décompte également les grandes salles dont la superficie est en cours d'estimation. |

## Liste des salles souterraines naturelles les plus vastes en superficie
Cette liste doit être considérée avec précaution car :
- tout d'abord, la définition d'une salle souterraine est sujette à discussion (par exemple, la présente liste exclut les très grandes dolines d'effondrement à l'air libre);
- de plus, tous les auteurs ne s'accordent pas sur la méthode à employer pour mesurer la surface des salles (en général les auteurs se contentent de faire le produit de la longueur par la largeur données par les explorateurs, ce qui revient à calculer la surface de base du parallélépipède rectangle contenant la salle) ;
- enfin, il est difficile de réunir des éléments fiables et précis concernant ces salles, explorées par des groupes très divers qui ne publient pas toujours largement leurs résultats.

Dans cette liste sont considérées les salles souterraines, ou les salles d'entrée peu ouvertes à l'extérieur, de plus de 25 000 mètres carrés de surface estimée. Les mégadolines qui font l'objet d'une liste spéciale n'y sont donc pas incluses.
La salle souterraine la plus vaste en superficie, répertoriée en France, n'arrive qu'en 22e position, devancée en Europe par une grande salle en Roumanie qui occupe la 10e position.
| Réf. | Nom de la salle                                     | Nom de la cavité                           | Pays / État                     | Région / Massif                             | Surface (m2)                       | Dimensions (m) L × l × h (max) | Source / référence | 1re explo./ Mise à jour |
| ---- | --------------------------------------------------- | ------------------------------------------ | ------------------------------- | ------------------------------------------- | ---------------------------------- | ------------------------------ | --- | ----------------------- |
| 1    | Salle des Miaos                                     | Système de la Gebihe                       | Chine                           | Guizhou                                     | +140 540, m2                       | 824 × 336 × 177                | * Barbary, Jean-Pierre, et al, 1991, « Le Système de la Rivière Gebihe (Ziyun, Guizhou)», in : Karstologia Mémoires No 4, p. 42–55. * « Gebihe 89, Karsts de Chine, Grottes et karsts tropicaux de Chine Méridionale », Fédération Française de Spéléologie et Association Française de Karstologie. * Fabien Darne * Jean Bottazi, Richard Maire, Nathalie Vanara, Laurent Bruxelles et Jean-Pierre Barbary, «Le patrimoine karstique de la Chine du Sud-Ouest : contexte géotectonique, genèse du karst et rôle de l’effet de site », Cahiers d'Outre-Mer, no 253-254 p. 151-168, janvier-juin 2011. . * (en) Richard “Roo” Walters, CREG Journal no 94, juin 2016, p. 6-10 | 1989-?? / 2016-06       |
| 2    | Sarawak Chamber                                     | Lubang Nasib Bagus                         | Malaisie                        | Sarawak                                     | +162 700, m2                       | 650 × 409 × 98                 | * Descent v.226, p. 29. 2012, « Surveying Sarawak Chamber », Kevin Dixon. (LiDAR Survey) * Mulu Caves Project * Meredith, M., Wooldridge, J. and Lyon, B., 1992. « Giant Caves of Borneo ». Tropical Press, 142 pp. | 1980 / 2016             |
| 3    | Gran Sala del G.E.Viscaino (ex-Gran Sala Jon Arana) | Torca del Carlista (eu)                    | Espagne Cantabrie & Pays basque | Rasines & Karrantza Pico del Carlista       | +087 090, m2                       | 497 × 287 × 197                | * Abismo, G.E. (Editor), « Torca del Carlista » (Cantabria-Vizcaya). clubabismo.es. * (en) Richard “Roo” Walters, CREG Journal no 94, juin 2016, p. 6-10 | 1958 / 2012             |
| 4    | Sala Gigantilor                                     | Sistemul Humpleu                           | Roumanie                        | Monts Bihor                                 | +083 250, m2                       | 750 × 111 × 35                 | hbern.ch & humpleu.ro | 1989 / 2013             |
| 5    | Main Chamber (Salle principale)                     | Ghar-e-Dosar (Grotte des Deux-Têtes)       | Iran                            | Province de Yazd, Shahrestan de Mehriz (en) | +081 500, m2 (calculé par Autocad) | 385 × 265 × 70                 | * (fa) iransplo.com, * (en) caving-in-iran.org, * (en) cavingnews.com * (en) Richard “Roo” Walters, CREG Journal no 94, juin 2016, p. 6-10 | 2013 / 2016             |
| 6    | Salle Xiniu                                         | Xiniu Dong (grotte du Scarabée rhinocéros) | Chine                           | Guangxi                                     | +080 000, m2                       | 400 × 200 × ?                  | Wang Xun Yi, Cave Expeditions | ? / 1999                |
| 7    | ?                                                   | Gua Payem                                  | Malaisie                        |                                             | +070 580, m2                       | 400 × 200 × ?                  | Fabien Darne | ? / 2008                |
| 8    | Benua Chamber                                       | Benua Sinkhole & Cave                      | Papouasie-Nouvelle-Guinée       | Bougainville                                | +070 500, m2                       | 470 × 150 × 170                | Atlas - Great Caves of the World | 1989 / 1989             |
| 9    | ?                                                   | ?                                          | Laos                            |                                             | +070 000, m2                       | ? × ?                          | Fabien Darne & Quid 2002 | 2000 / 2008             |
| 10   | Salon de la Muñeca (Salle de la Poupée)             | Tlamanictli (TZ1)                          | Mexique                         | Puebla                                      | +062 840, m2                       | ? × ?                          | * G.S.A.B. (Editor), 1999a. Tlamanictli - TZ1, Groupe Spéléo Alpin Belge home.scarlet.be. * G.S.A.B., 1999b. Tlamanictli - TZ1. In: G.S.A. Belge (Editor). Groupe Spéléo Alpin Belge, pp. Plan view map of Tlamanictli - TZ1,Grebeude, Richard, Personal Communication. | 1999 ? / 2006           |
| 11   | Majlis al Jinn                                      | Majlis al Jinn                             | Oman                            | Bani Jabir-Sharqiyah                        | +061 000, m2                       | 347 × 245 × ?                  | * Atlas - Great Caves of the World * (en) Richard “Roo” Walters, CREG Journal no 94, juin 2016, p. 6-10 | 1983 / 2016             |
| 12   | Grande Salle ?                                      | Sistema TZ2-TZ7                            | Mexique                         | Puebla                                      | +060 000, m2                       | 200 × 300 × ?                  | Richard Grebeude (BE) | 1999 / 2006             |
| 13   | Api Chamber                                         | Whiterock Cave                             | Malaisie                        |                                             | +056 700, m2                       | 269 × 174 × 187                | * Map of Whiterock Cave, Api, Mulu ; Mulu Caves Project. * (en) Richard “Roo” Walters, CREG Journal no 94, juin 2016, p. 6-10 | ? / 2016                |
| 14   | Hong Meigui Chamber                                 | Hong Meigui Cave                           | Chine                           | ?                                           | +054 870, m2                       | 468 × 269 × 197                | * « Hong Meigui Cave Exploration Society ». 2010. Map 2011. * (en) Richard “Roo” Walters, CREG Journal no 94, juin 2016, p. 6-10 | ? / 2016                |
| 15   | Titan Chamber                                       | ?                                          | Chine                           | ?                                           | +054 750, m2                       | 367 × 341 × 80                 | * Martin Laverty and Ian Houghton, personal correspondence. * Smart, C. 1988. Caves and Caving, 42, 5-9. * Dunton, Bruce; Laverty, Martin. 1993. Cave Science Vol.20, No.2, p. 65-71. * (en) Richard “Roo” Walters, CREG Journal no 94, juin 2016, p. 6-10 | 1988 ? / 2016           |
| 16   | Cloud Ladder Hall,                                  | Hong Meigui Cave                           | Chine                           | Chongqing, Karst de Wulong                  | +051 000, m2                       | ? × ?                          | * « Hong Meigui Cave Exploration Society ». 2010. Map 2011. | ? / 2012                |
| 17   | Marco Polo                                          | Marco Polo Cave                            | Chine                           | ?                                           | +049 050, m2                       | ? × ?                          | * « Hong Meigui Cave Exploration Society ». 2010. Map 2011. * (en) Richard “Roo” Walters, CREG Journal no 94, juin 2016, p. 6-10 | ? / 2016                |
| 18   | Belize Chamber                                      | Actun Tun Kul                              | Belize                          | Chiquibul                                   | +049 000, m2                       | ? × ?                          | * Chiquibul Expedition 1984, Tom Miller. * Canadian Caver, v.16, no.2, Fall 1984, p. 43. | 1984 / 1989             |
| 19   | Salle de l'Éclipse                                  | Gouffre des Partages                       | France                          | Pyrénées-Atlantiques                        | +048 300, m2                       | 345 × 140 × 40                 | Fabien Darne | 1999 / 2001             |
| 20   | Salle Tuké                                          | Réseau Minyé - Tévi Oro                    | Papouasie-Nouvelle-Guinée       | Nouvelle-Bretagne / Nakanaï                 | +048 000, m2                       | 240 × 200 × 130                | Fabien Darne | 1985 / 2001             |
| 21   | Weibu Chamber                                       | Chijin Dong                                | Chine                           | Guangxi                                     | +046 200, m2                       | 400 × 108 × ?                  | Wang Xun Yi, Cave Expeditions | ? / 1999                |
| 22   | Salle d'entrée                                      | Xiong Jia He Da Dong                       | Chine                           | Guangxi                                     | +043 200, m2                       | ? × ?                          | Wang Xun Yi, Cave Expeditions | ? / 1999                |
| 23   | Panayoran Chamber                                   | Langun Cave                                | Philippines                     | Samar, Calbiga                              | +043 200, m2                       | 270 × 160 × 40                 | Speleologia No.17 | 1987 / 1989             |
| 24   | Salle de la Verna                                   | Réseau de la Pierre-Saint-Martin           | France                          | Pyrénées-Atlantiques                        | +043 000, m2                       | 253 × 220 × 194                | * ATM-3D (Editor), 2004, « Le scannage de la Salle de la Verna, Réseau de la Pierre St Martin », 2010. http://www.atm3d.com/v5/pdf/verna.pdf. * ATM-3D (Editor), 2006, « Le levé lasergrammétrique modélisation 3D - implantation de projet », 2010, http://www.atm3d.com/v5/pdf/vernaII.pdf. * ARSIP & Fabien Darne | 1954 / 2012             |
| 25   | Salon ?                                             | Gruta de (Villa) (de) Garcia               | Mexique                         | Nuevo León, Sierra del Fraile               | +040 820, m2                       | ? × ?                          | Atlas - Great Caves of the World | ? / 1989                |
| 26   | Salón de Gigantes                                   | Gruta del Palmito                          | Mexique                         | Nuevo León, Bustamante (es)                 | +039 730, m2                       | ? × ?                          | Fabien Darne | 1972 ? / 2001           |
| 27   | Tham Toutche                                        | Swallow Cave                               | Thaïlande                       | Kanchanaburi                                | +038 690, m2                       | ? × ?                          | Fabien Darne | 1986-88 / 2001          |
| 28   | ?                                                   | Gua Kepayang (Sungai Baai)                 | Indonésie                       | Kalimantan                                  | +037 800, m2                       | 270 × 140 × 40                 | Fabien Darne | 1977 ? / 1977           |
| 29   | Grande salle de Kocain                              | Grotte de Kocain                           | Turquie                         | Monts Taurus, Antalya                       | +037 200, m2                       | ? × ?                          | Atlas - Great Caves of the World | 1977 ? / 1989           |
| 30   | Salle d'entrée                                      | Ganduan Dong                               | Chine                           | Guangxi                                     | +037 000, m2                       | ? × ?                          | Wang Xun Yi, Cave Expeditions | ? / 1999                |
| 31   | Big Room                                            | Carlsbad Cavern                            | États-Unis Nouveau-Mexique      | Eddy                                        | +033 210, m2                       | ? × ?                          | Atlas - Great Caves of the World | 1901 / 1989             |
| 32   | Grotta Gigante                                      | Grotta Gigante                             | Italie                          | Plateau du Karst                            | +033 120, m2                       | 240 × 138 × 132                | Fabien Darne | ? / 2001                |
| 33   | Chiquibul (Chamber)                                 | Actun (H)A                                 | Belize                          | Chiquibul                                   | +032 090, m2                       | ? × ?                          | Atlas - Great Caves of the World | 1984 / 1989             |
| 34   | Martel Dom ou Martel's Chamber                      | Grottes de Škocjan                         | Slovénie                        | ?                                           | +032 090, m2                       | 308 × 89 à 123 × 106           | Atlas - Great Caves of the World | 18?? / 1989             |
| 35   | Sala Gabor Halasi                                   | Sistemul Humpleu                           | Roumanie                        | Monts Bihor                                 | +031 930, m2                       | 310 × 103 × 35                 | hbern.ch & fabien.darne.free.fr | 1985 / 1985             |
| 36   | Tham Phuphaphet                                     | Swallow Cave                               | Thaïlande                       | ?                                           | +030 500, m2                       | 1,03 km de circonférence       | Axbridge Caving Group Journal 2001 | 2001 / 2001             |
| 37   | Xiji (Century) Chamber                              | West Cave                                  | Chine                           | Leye                                        | +027 500, m2                       | ? × ?                          | Wang Xun Yi, Cave Expeditions | ? / 1999                |

## Liste des salles souterraines naturelles les plus vastes en volume
Comme la précédente, cette liste doit être considérée avec précaution car :
- tout d'abord, la définition d'une salle souterraine est sujette à discussion (par exemple, les méga-dolines d'entrée très ouvertes ne sont pas prises en compte dans cette liste) ;
- de plus, tous les auteurs ne s'accordent pas sur la méthode à employer pour mesurer le volume des salles (en général les auteurs se contentent de faire le produit de la longueur par la largeur et par la hauteur données par les explorateurs, ce qui revient à calculer le volume du parallélépipède rectangle contenant la salle) ;
- enfin, il est difficile de réunir des éléments fiables et précis concernant ces salles, explorées par des groupes très divers qui ne publient pas toujours largement leurs résultats.

Dans cette liste sont considérées les salles souterraines, ou les salles d'entrée peu ouvertes à l'extérieur, de plus de 2 millions de mètres cubes de volume estimé ou mesuré.
Compte tenu de l'absence des méga-dolines dans cette liste, la salle souterraine la plus vaste en volume, répertoriée en France, se place en 9e position, en deuxième place pour l'Europe. Cependant, les estimations de volume faites en 1989 et publiées dans l'« Atlas des grands gouffres mondiaux » sont sans doute excessives.
| Réf. | Nom de la salle                                     | Nom de la cavité                     | Pays, État ou province                  | Région / Massif                       | Volume (Mm3)              | Dimensions (m) L × l × h (max) | Source / Référence | Mise à jour        |
| ---- | --------------------------------------------------- | ------------------------------------ | --------------------------------------- | ------------------------------------- | ------------------------- | ------------------------------ | --- | ------------------ |
| 1    | Salle des Miaos (en)                                | Système de la Gebihe                 | Chine, Guizhou                          | Ziyun / ?                             | +10,8 Mm3                 | 852 × 336 × 191                | * Barbary, Jean-Pierre, et al, 1991, « Le Système de la Rivière Gebihe (Ziyun, Guizhou)», in : Karstologia No 4, p. 42–55. * « Gebihe 89, Karsts de Chine, Grottes et karsts tropicaux de Chine Méridionale », Fédération Française de Spéléologie et Association Française de Karstologie. * Fabien Darne * (en) Richard “Roo” Walters, CREG Journal no 94, juin 2016, p. 6-10 | 1989-?? / 2016-06  |
| 2    | Sarawak Chamber                                     | Lubang Nasib Bagus                   | Malaisie                                |                                       | +09,8 Mm3 (mesurés) ,     | 650 × 409 × 98                 | * Descent v.226, p. 29. 2012, « Surveying Sarawak Chamber », Kevin Dixon. (LiDAR Survey) * Mulu Caves Project * Meredith, M., Wooldridge, J. and Lyon, B., 1992. « Giant Caves of Borneo ». Tropical Press, 142 pp. * (en) Richard “Roo” Walters, CREG Journal no 94, juin 2016, p. 6-10                                                                                        | 2012 / 2016        |
| 3    | Hong Kong Haiting Hall                              | Nongle Cave ?                        | Chine, Guangxi                          | Fengshan                              | +06,7 Mm3                 | >200 × >100 × ?                | Newstral & Trust my science | 2018               |
| 4    | Cloud Ladder Hall,                                  | Hong Meigui Cave                     | Chine                                   | Chongqing, Karst de Wulong            | +05,8 Mm3 (estimés)       | ? × ?                          | * Hong Meigui Cave Exploration Society. 2010. Map 2011. | 2012               |
| 5    | Hong Meigui Chamber                                 | Hong Meigui Cave                     | Chine                                   | ?                                     | +05,3 Mm3                 | 468 × 269 × 197                | * « Hong Meigui Cave Exploration Society ». 2010. Map 2011. * (en) Richard “Roo” Walters, CREG Journal no 94, juin 2016, p. 6-10 | ? / 2016           |
| 6    | Korikobi 2                                          | Korikobi                             | Papouasie-Nouvelle-Guinée               |                                       | +05, Mm3 (estimés)        | ? × ?                          | * Atlas - Great Caves of the World | 1989               |
| 7    | Main Chamber (Salle principale)                     | Ghar-e-Dosar (Grotte des Deux-Têtes) | Iran, Yazd                              | Shahrestan de Mehriz (en)             | +04, à +06, Mm3 (estimés) | 385 × 265 × 70                 | * (fa) iransplo.com, * (en) caving-in-iran.org, * (en) cavingnews.com * (en) Richard “Roo” Walters, CREG Journal no 94, juin 2016, p. 6-10 | 2013 / 2016        |
| 8    | Benua                                               | Benua                                | Papouasie-Nouvelle-Guinée, Bougainville | ? / ?                                 | +04,5 Mm3 (estimés)       | 470 × 150 × 170                | Atlas - Great Caves of the World | 1989               |
| 9    | Majlis al Jinn                                      | Majlis al Jinn                       | Oman                                    | Bani Jabir-Sharqiyah                  | +04,1 Mm3                 | 347 × 245 × ?                  | * Atlas - Great Caves of the World * (en) Richard “Roo” Walters, CREG Journal no 94, juin 2016, p. 6-10 | 1983 / 2016        |
| 10   | Salle de la Verna                                   | Réseau de la Pierre-Saint-Martin     | France, Nouvelle-Aquitaine              | Pyrénées-Atlantiques / Pyrénées       | +03,6 Mm3 (mesurés)       | 253 × 220 × 194                | * ATM-3D (Editor), 2004. « Le scannage de la Salle de la Verna, Réseau de la Pierre St Martin », 2010. http://www.atm3d.com/v5/pdf/verna.pdf * ATM-3D (Editor), 2006. Le levé lasergrammétrique modélisation 3D - implantation de projet, 2010. http://www.atm3d.com/v5/pdf/vernaII.pdf * Fabien Darne                                                                          | 2012               |
| 11   | Api Chamber                                         | Whiterock Cave                       | Malaisie                                |                                       | +03, Mm3                  | 269 × 174 × 187                | * Map of Whiterock Cave, Api, Mulu ; Mulu Caves Project. * (en) Richard “Roo” Walters, CREG Journal no 94, juin 2016, p. 6-10 | ? / 2016           |
| 12   | Titan Chamber                                       | ?                                    | Chine                                   | ?                                     | +02,5 Mm3                 | 367 × 341 × 80                 | * Martin Laverty and Ian Houghton, personal correspondence. * Smart, C. 1988. Caves and Caving, 42, 5-9. * Dunton, Bruce; Laverty, Martin. 1993. Cave Science Vol.20, No.2, p. 65-71. * Richard “Roo” Walters, CREG Journal no 94, juin 2016, p. 6-10 | 1988 ? / 2016      |
| 13   | Gran Sala del G.E.Viscaino (ex-Gran Sala Jon Arana) | Torca del Carlista                   | Espagne, Cantabrie & Pays basque        | Rasines & Karrantza Pico del Carlista | +02,1 Mm3 (mesurés)       | 520 × 254 × 125                | * Atlas - Great Caves of the World * Abismo, G.E. (Editor), « Torca del Carlista » (Cantabria-Vizcaya). clubabismo.es. * (en) Richard “Roo” Walters, CREG Journal no 94, juin 2016, p. 6-10 | 1958 / 1989 & 2012 |

## Liste des plus grandes galeries souterraines naturelles
| Réf. | Nom de la galerie (Traduction)          | Nom de la cavité      | Pays / État | Région / Massif       | Volume (Mm3) | Dimensions (m) Lon. × lar. × hau. | Source / Référence                                             | Mise à jour |
| ---- | --------------------------------------- | --------------------- | ----------- | --------------------- | ------------ | --------------------------------- | -------------------------------------------------------------- | ----------- |
| 1    | Hang Sơn Đoòng (Caverne de la Montagne) | Grotte Hang Son Doong | Viêt Nam    | Quảng Bình, Phong Nha | +145, Mm3    | 5000 × 145 × 200                  | www.vietnewsonline.vn(en) english.vovnews.vn(en) explos.eu(en) | 1995        |
| 2    | Deer Cave (Grotte du Cerf)              | Deer Cave             | Malaisie    | Gunung Mulu           | +036,9 Mm3   | 4100 × 90 × 100                   | wkunews.wordpress.com(en) www.mulucaves.org(en)                | 2010        |

## Sources, notes et autres références

### Sources
- (en) Bob Gulden, « Compilations, selon les surfaces et les volumes, par Bob Gulden, membre de la NSS #13188LF (Odenton, Maryland, États-Unis) »(Archive.org • Wikiwix • Archive.is • Google • Que faire ?), août 2015 (consulté le 17 septembre 2016).
- (en) Mike Futrell et Ben Schwartz, « List of World’s Largest Cave Rooms »(Archive.org • Wikiwix • Archive.is • Google • Que faire ?), 2012 (consulté le 4 septembre 2012).
- (fr + en) Fabien Darne (France), « Les plus grandes salles souterraines - The largest underground chambers », 9 juin 2015 (consulté le 17 septembre 2016).
- (en) Richard “Roo” Walters, « Laser Scanning the World’s Largest Cave Chambers (6-10) », sur CREG Journal no 94, juin 2016 [Abonnement nécessaire ; extrait en ligne ]